# Pecat

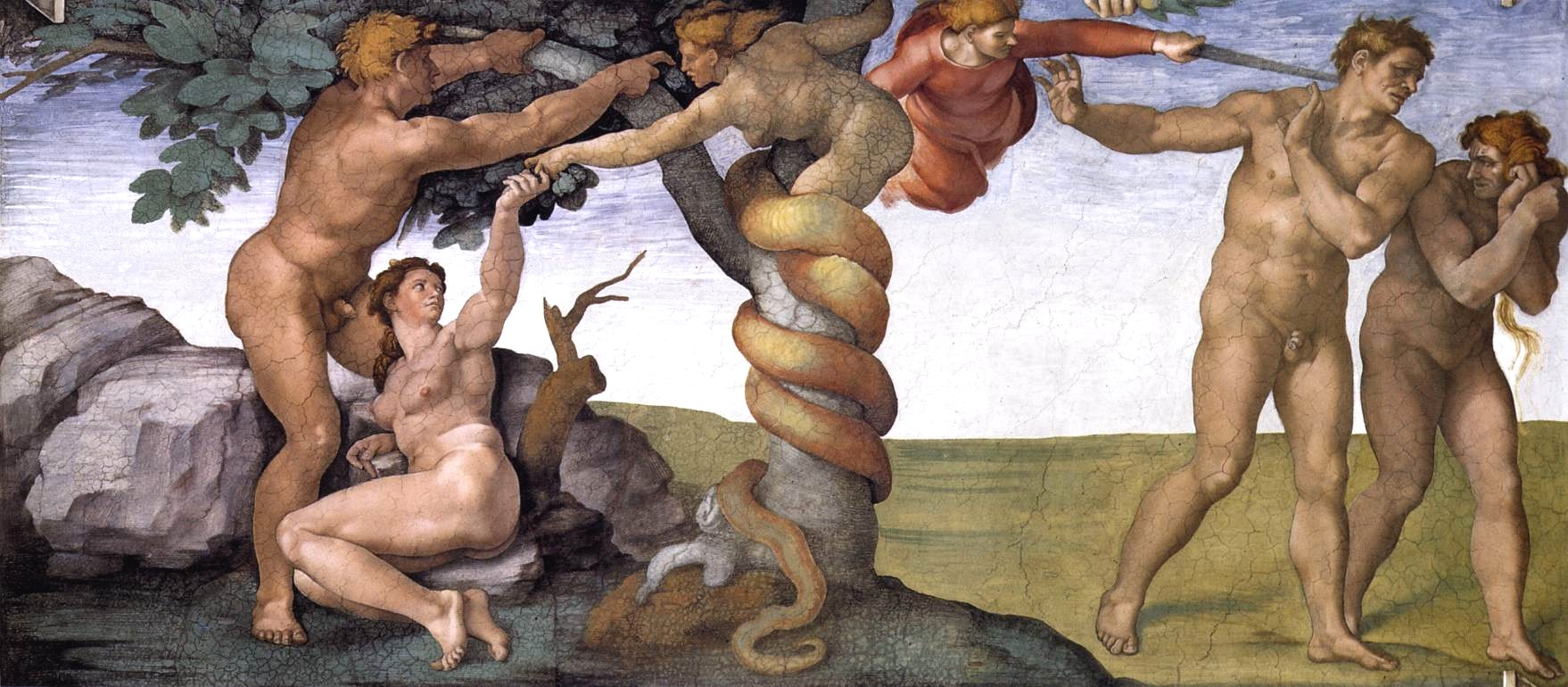
Fresc de la Capella Sixtina representant l'expulsió d'Adam i Eva de l'Edèn pel seu pecat original.

En contextos abrahàmics, pecat és l'acte de violació de la llei divina. També es pot referir al que viola la relació ideal entre l'individu i Déu, o qualsevol desviació de l'ordre ideal de la vida humana. Pecar ha estat definit com "errar el blanc".
El terme pecat inclou gran varietat d'accions, des de la petita mostra de vanitat fins a l'assassinat. El catolicisme es refereix als pecats menors com a pecats venials, que són part de la vida humana i comporten conseqüències a la terra, i sense penediment, allarguen el purgatori després de la mort, en cas que la persona pugui arribar al cel. Tal com s'explica a la carta "Purgatori", "la major part dels primers Pares de l'Església parlen d'un foc purificador, encara que no podem dir si això significa foc real o espiritual". En canvi, els pitjors pecats s'anomenen pecats mortals i comporten anar a l'infern si no hi ha una contrició perfecta o es confessen convenientment. Els pecats d'una vida descuidada es consideren destructius i que porten a pecats majors. Amb el concepte pecat original els cristians es refereixen a la tendència inevitable dels humans de pecar, que passa de generació en generació perquè Adam i Eva van pecar. Al Cristianisme es neteja parcialment amb el baptisme. A l'hinduisme un pecat és qualsevol falta que crea un mal estat de karma. El judaisme distingeix tres tipus de pecats: una culpa no intencionada, una falta per emoció incontrolable però sense intenció d'ofendre a Déu i un pecat amb intenció expressa d'allunyar-se de la llei divina. Els musulmans veuen el pecat com qualsevol cosa que vagi en contra dels manaments de Déu.
L'origen de la paraula catalana és llatí (peccātum) encara que el darrer concepte reconegut és grec (hamartia) atès que la Biblia es va traduir del grec al llatí i del llatí al català. En grec vol dir literalment ‘fallar en disparar’ o senzillament error.

## Pecat segons la tradició judeocristiana
La tradició judeocristiana, amb la Bíblia com a font fonamental, ha entès el pecat, en termes generals, com l'allunyament de l'home de la voluntat de Déu.
D'acord amb el Tanakh o l'Antic Testament, aquesta voluntat està representada per la llei, preceptes i estatuts donats per Déu al poble d'Israel, i registrats en els llibres sagrats.
Encara avui dia, per al judaisme no existeix un pecat genèric a manera de natura subjacent en els actes dels homes, sinó només transgressions objectives i concretes (no pensaments o intencions del cor) que es cometen voluntàriament. En canvi, d'acord amb el Nou Testament, i la tradició del cristianisme, hi ha una natura pecaminosa en l'ésser humà, heretada de la primera transgressió d'Adam. Aquesta natura pecaminosa de l'home afecta tant els seus actes com els seus pensaments, i no es pot superar només amb l'esforç de seguir la Llei de Déu, sinó mitjançant la sang de Jesucrist, que és el que pot expiar aquestes culpes individuals. Aquesta expiació es fa vàlida per a la persona mitjançant la fe en Jesucrist i la regeneració espiritual mitjançant el nou naixement mencionat a l'Evangeli segons Joan 3:3-8 i a 1a Pere 1:3.